# A ti te quería encontrar
A ti te quería encontrar es una película de comedia romántica mexicana de 2018 dirigida por Javier Colinas y escrita por Tamara Argamasilla. Está protagonizada por Eréndira Ibarra, Erick Elías, Luis Arrieta y Paulette Hernández.

## Sinopsis
Una feliz pareja, que está a punto de casarse, se ve obligada a distanciarse una semana antes de la boda por cuestiones laborales. En ese lapso encuentran nuevas personas que les hacen cuestionar lo que desean.

## Elenco
Los actores que participan en esta película son:
- Eréndira Ibarra
- Erick Elias
- Luis Arrieta
- Paulette Hernández
- Patricia Reyes Spindola

## Lanzamiento
Se estrenó el 9 de junio de 2018 en el décimo aniversario del Festival de Cine HOLA México en Los Ángeles.